# Nils Strömcrona (Schiff)
Die Nils Strömcrona ist ein als Katamaran gebautes ehemaliges Vermessungsschiff der schwedischen Behörde Sjöfartsverket.

## Geschichte
Das Schiff wurde 1985 unter der Baunummer 501 auf der Oskarshamns Varv in Oskarshamn für die schwedische Behörde Sjöfartsverket gebaut. Der Bauvertrag wurde im August 1983 geschlossen. Das Schiff wurde im am 31. Mai 1985 getauft und am 28. Juni abgeliefert. Die Baukosten beliefen sich auf rund 27 Mio. SEK. Das Schiff wurde von Sjöfartsverket in erster Linie für Vermessungsarbeiten genutzt.
2011 wurde das Schiff von Sjöfartsverket außer Dienst gestellt und Ende 2011 verkauft. Benannt war das unter schwedischer Flagge betriebene Schiff nach dem schwedischen Hydrographen und Lotsen Nils Strömcrona.

## Technische Daten und Ausstattung
Das Schiff ist als Katamaran gebaut. Die Ausführung als Katamaran war insbesondere Stabilitätsgründen geschuldet, da das Schiff sehr kompakt gebaut werden musste, um auch in engen Fahrwassern eingesetzt werden zu können. Das Schiff wird von vier Scania-Dieselmotoren mit jeweils 318 kW Leistung angetrieben. Jeweils zwei Motoren befinden sich in einem Maschinenraum, die jeweils in einem der Rümpfe untergebracht sind. Die Motoren wirken über Untersetzungsgetriebe auf jeweils einen Verstellpropeller. Das Schiff ist mit jeweils einer hydraulisch ausfahrbaren Querstrahlsteueranlage im Bug- und Heckbereich ausgerüstet. Die Querstrahlsteueranlagen werden von den Hauptmotoren angetrieben. Für die Stromerzeugung stehen zwei von Scania-Dieselmotoren angetriebene Hitzinger-Generatoren mit jeweils 118 kVA Scheinleistung zur Verfügung. Vor den Maschinenräumen sind in den Rümpfen Lagerräume und Tanks untergebracht.
An Bord stehen zehn Kabinen zur Verfügung, zwei Einzel- und acht Doppelkabinen, die auf zwei Decks verteilt sind. Auf den Decks sind jeweils auch Duschen und Toiletten eingerichtet, für die in den Kabinen kein Platz war. Weiterhin befinden sich u. a. eine Messe, ein Aufenthaltsraum und eine Kombüse sowie weitere Lagerräume an Bord. Sjöfartsverket betrieb das Schiff mit einer elfköpfigen Besatzung. Fünf Offiziere waren in Einzelkabinen auf dem Bootsdeck und sechs Seeleute in Doppelkabinen auf dem Hauptdeck untergebracht.
Auf dem Vordeck steht ein Kran zur Verfügung, der bis zu 14 t heben kann.

## Verbleib des Schiffes
Das Schiff wurde Ende 2011 von dem britischen Unternehmen Atlantic Marine gekauft, das es unter die Flagge von Belize brachte und in Atlantic Cougar umbenannte. Atlantic Marine nutzte das Schiff als Versorgungs- und Sicherungsschiff beim Bau von Offshore-Windparks und für den Personaltransfer. Dafür wurde das Schiff mit einer Plattform am Bug nachgerüstet, die ein einfacheres Anfahren von Offshore-Bauwerken und Übersteigen von Personal erlaubt.
Im November 2014 kaufte das Hamburger Unternehmen Opus Marine das Schiff. Neuer Name des nun unter der Flagge Panamas betriebenen Schiffs wurde Magnificat. Es wurde von Opus Marine weiter als Versorgungs- und Sicherungsschiff im Bereich von Offshoreanlagen eingesetzt.
Anfang 2022 wurde das Schiff an Schiffswerft Otto Eberhardt in Arnis verkauft und in Josefine umbenannt.